# Anne Smith
Anne Smith, ameriška tenisačica, * 1. julij 1959, Dallas, Texas, ZDA.
Skupno je osvojila deset turnirjev za Grand Slam, tudi karierni Grand Slam v konkurenci ženskih dvojic. V posamični konkurenci se je na turnirjih za Odprto prvenstvo Avstralije najdlje uvrstila v četrtfinale leta 1982, kot tudi na turnirjih za Odprto prvenstvo Anglije leta 1982 in na turnirjih za Odprto prvenstvo ZDA leta 1981, na turnirjih za Odprto prvenstvo Francije pa v četrti krog. Največje uspehe je dosegala v konkurencah dvojic. V konkurenci ženskih dvojic je dvakrat osvojila Odprto prvenstvo Francije, ter po enkrat Odprto prvenstvo Anglije, Odprto prvenstvo Avstralije in Odprto prvenstvo ZDA, še štirikrat se je uvrstila v finale turnirjev za Grand Slam, njena stalna partnerica je bila Kathy Jordan, enkrat tudi Martina Navratilova. V konkurenci mešanih dvojic je po dvakrat osvojila Odprto prvenstvo Francije in Odprto prvenstvo ZDA ter enkrat Odprto prvenstvo Anglije. 

## Finali Grand Slamov

### Ženske dvojice (9)

#### Zmage (5)
| Leto | Turnir                        | Partnerica          | Nasprotnici v finalu             | Rezultat finala |
| 1980 | Odprto prvenstvo Francije     | Kathy Jordan        | Ivanna Madruga Adriana Villagrán | 6–1, 6–0        |
| 1980 | Odprto prvenstvo Anglije      | Kathy Jordan        | Rosemary Casals Wendy Turnbull   | 4–6, 7–5, 6–1   |
| 1981 | Odprto prvenstvo Avstralije   | Kathy Jordan        | Martina Navratilova Pam Shriver  | 6–2, 7–5        |
| 1981 | Odprto prvenstvo ZDA          | Kathy Jordan        | Rosemary Casals Wendy Turnbull   | 6–3, 6–3        |
| 1982 | Odprto prvenstvo Francije (2) | Martina Navratilova | Rosemary Casals Wendy Turnbull   | 6–3, 6–4        |

#### Porazi (4)
| Leto | Turnir                       | Partnerica   | Nasprotnici v finalu            | Rezultat finala |
| 1981 | Odprto prvenstvo Anglije     | Kathy Jordan | Martina Navratilova Pam Shriver | 6–3, 7–6(8–6)   |
| 1982 | Odprto prvenstvo Anglije (2) | Kathy Jordan | Martina Navratilova Pam Shriver | 6–4, 6–1        |
| 1983 | Odprto prvenstvo Francije    | Kathy Jordan | Rosalyn Fairbank Candy Reynolds | 5–7, 7–5, 6–2   |
| 1984 | Odprto prvenstvo Anglije (3) | Kathy Jordan | Martina Navratilova Pam Shriver | 6–3, 6–4        |

### Mešane dvojice (5)

#### Zmage (5)
| Leto | Turnir                        | Partner       | Nasprotnika v finalu             | Rezultat finala         |
| 1980 | Odprto prvenstvo Francije     | Billy Martin  | Stanislav Birner Renáta Tomanová | 2–6, 6–4, 8–6           |
| 1981 | Odprto prvenstvo ZDA          | Kevin Curren  | Steve Denton JoAnne Russell      | 6–4, 7–6(7–4)           |
| 1982 | Odprto prvenstvo Anglije      | Kevin Curren  | John Lloyd Wendy Turnbull        | 2–6, 6–3, 7–5           |
| 1982 | Odprto prvenstvo ZDA (2)      | Kevin Curren  | Barbara Potter Ferdi Taygan      | 6–7, 7–6(7–4), 7–6(7–5) |
| 1984 | Odprto prvenstvo Francije (2) | Dick Stockton | Anne Minter Laurie Warder        | 6–2, 6–4                |